# Modest Andlauer
Św. Modeste Andlauer (chiń. 路懋德; pinyin Lù Màodé; ur. 22 maja 1847 r. w Rosheim, zm. 19 czerwca 1900 r. w Wuyi, Hebei) – święty Kościoła katolickiego, jezuita, ksiądz, misjonarz, męczennik.

## Życiorys
Modeste Andlauer uczył się w niższym seminarium duchownym w swoim rodzinnym mieście. 8 października 1872 r. wstąpił do nowicjatu jezuitów. 22 września 1877 r. przyjął święcenia kapłańskie w Laval. Następnie wyznaczono go do nauczania niemieckiego w Amiens, Lille i Brescie.
W 1881 r. został wysłany do Chin do powiatu Xian, gdzie uczył się chińskiego. Później prowadził pracę misyjną w Wuqizo i Wuyi. Podczas powstania bokserów został zamordowany 19 czerwca 1900 r. w Wuyi razem z ojcem Isoré, który przybył do Wuyi poprzedniego dnia.

## Dzień wspomnienia
9 lipca w grupie 120 męczenników chińskich

## Proces beatyfikacyjny i kanonizacyjny
Został beatyfikowany 17 kwietnia 1955 r. przez Piusa XII w grupie Leona Mangin i 55 Towarzyszy. Kanonizowany w grupie 120 męczenników chińskich 1 października 2000 r. przez Jana Pawła II.